# Ana Cañas Canta Belchior
Ana Cañas Canta Belchior é o sexto álbum de estúdio da cantora e compositora brasileira Ana Cañas, Lançado pelo selo Guela Records da cantora em 20 de outubro de 2021. O álbum possui produção de Ana Cañas e Fabá Jimenez, o repertório é composto por canções do cantor e compositor cearense Belchior.

## Divulgação
A primeira canção a ganhar divulgação foi "Coração Selvagem", ganhou videoclipe dirigido por Ariela Bueno e lançado no dia 21 de maio de 2021, o ator Lee Taylor faz participação no clipe.
Em 9 de julho de 2021, a cantora lançou um EP com 4 canções e o juntamente a canção "Alucinação" que ganhou clipe dirigido novamente por Ariela Bueno, e com a participação da atriz Maria Casadevall.

## Lista de faixas
Todas as faixas escritas e compostas por Belchior. 
| N.º | Título                             | Duração |  |
| 1.  | "Coração Selvagem"                 | 5:22    |  |
| 2.  | "Sujeito de Sorte"                 | 3:33    |  |
| 3.  | "Fotografia 3x4"                   | 5:07    |  |
| 4.  | "A Palo Seco"                      | 4:08    |  |
| 5.  | "Medo de Avião"                    | 4:33    |  |
| 6.  | "Alucinação"                       | 5:10    |  |
| 7.  | "Apenas Um Rapaz Latino-Americano" | 4:34    |  |
| 8.  | "Paralelas"                        | 3:50    |  |
| 9.  | "Divina Comédia Humana"            | 3:47    |  |
| 10. | "Velha Roupa Colorida"             | 5:19    |  |
| 11. | "Comentário a Respeito de John"    | 3:35    |  |
| 12. | "Na Hora do Almoço"                | 3:20    |  |
| 13. | "Galos, Noites e Quintais"         | 2:06    |  |
| 14. | "Como Nossos Pais"                 | 7:08    |  |